# O-Zone Originals
Pour l’article ayant un titre homophone, voir Ozone (homonymie).
Albums de O.C.
Oasis
(2009) Trophies
(2012)
O-Zone Originals est une compilation d'O.C., sortie le 21 septembre 2011.

## Liste des titres
| No  | Titre                               | Durée |
| --- | ----------------------------------- | ----- |
| 1.  | Outsiders                           | 3:23  |
| 2.  | Would You Believe                   | 3:45  |
| 3.  | Kick a Rhyme for the Record         | 5:00  |
| 4.  | Stretch & Bobbito Promo             | 0:46  |
| 5.  | Brothers Are Fake                   | 4:00  |
| 6.  | The Bad Motherfucker                | 4:12  |
| 7.  | Sugar                               | 4:45  |
| 8.  | Flipside                            | 4:03  |
| 9.  | Master Ya High                      | 4:09  |
| 10. | Gone                                | 3:35  |
| 11. | Kevvy Kev Promo                     | 0:50  |
| 12. | Sharp as a Knife                    | 3:31  |
| 13. | Stronjay                            | 4:15  |
| 14. | Pain                                | 4:18  |
| 15. | Sway & Tech Promo (featuring Serch) | 1:25  |
| 16. | Born 2 Live (Eclipse Remix)         | 4:30  |
| 17. | Word..Life (Celory Remix)           | 4:08  |
| 18. | Back to the Grill (T-Ray Remix)     | 4:47  |